# Boydton
Boydton és una població dels Estats Units a l'estat de Virgínia. Segons el cens del 2000 tenia 454 habitants.

## Demografia
Segons el cens del 2000, Boydton tenia 454 habitants, 134 habitatges, i 95 famílies. La densitat de població era de 213,8 habitants per km².
Dels 134 habitatges en un 23,9% hi vivien nens de menys de 18 anys, en un 58,2% hi vivien parelles casades, en un 11,9% dones solteres, i en un 28,4% no eren unitats familiars. En el 26,9% dels habitatges hi vivien persones soles el 16,4% de les quals corresponia a persones de 65 anys o més que vivien soles. El nombre mitjà de persones vivint en cada habitatge era de 2,4 i el nombre mitjà de persones que vivien en cada família era de 2,88.
Per edats la població es repartia de la següent manera: un 15,4% tenia menys de 18 anys, un 13,4% entre 18 i 24, un 28,4% entre 25 i 44, un 22,2% de 45 a 60 i un 20,5% 65 anys o més.
L'edat mediana era de 40 anys. Per cada 100 dones de 18 o més anys hi havia 132,7 homes.
La renda mediana per habitatge era de 29.063 $ i la renda mediana per família de 38.125 $. Els homes tenien una renda mediana de 25.417 $ mentre que les dones 25.208 $. La renda per capita de la població era de 14.034 $. Entorn del 6% de les famílies i el 13,3% de la població estaven per davall del llindar de pobresa.

## Poblacions més properes
El següent diagrama mostra les poblacions més properes.